# Union sportive métropolitaine des transports (rugby à XV)
Ne doit pas être confondu avec l'Union sportive métropolitaine, club disparu en 1945.
Ne doit pas être confondu avec le Métro Racing 92, club créé en 2001.
L'Union sportive métropolitaine des transports est un club français de rugby à XV. Il constitue l'une des sections du club omnisports de l'Union sportive métropolitaine des transports.
Il est créé en 1945, après la fusion des clubs omnisports de l'Union sportive métropolitaine et du Club sportif des transports métro. L'équipe première disparaît finalement en 2001, lors de sa fusion avec le Racing Club de France, conduisant à la naissance du Métro Racing 92.

## Histoire

### Union sportive métropolitaine des transports
L'Union sportive métropolitaine et le Club sportif des transports métro fusionnent en 17 mars 1945, conduisant à la création de l'Union sportive métropolitaine des transports.
La section de rugby prend la suite de l'Union sportive métropolitaine, alors en division Excellence depuis 1937, soit la première division du championnat de France. À l'issue de la saison 1952-1953, elle est reléguée en division inférieure,.
Il faudra attendre la première moitié des années 1990 pour revoir le club dans les premiers échelons du rugby français. À la fin de la saison 1992-1993 le club échoue, lors des barrages de promotion, à accéder à la 1ère division (Groupe B). Deux ans plus tard, le club sera promu dans le Groupe B. Toutefois, le club terminera 13e lors de la saison 1995-1996 et sera relégué.

### Fusion avec le Racing Club de France en 2001
En 2001, les sections professionnelles de l'Union sportive métropolitaine des transports et du Racing Club de France fusionnent afin de créer le Métro Racing 92. Cette union permet au Racing Club de France de bénéficier des installations sportives de la RATP. Les équipes de niveau amateur continuent néanmoins d'exister au sein des clubs omnisports
À l'issue de la saison 2011-2012, la section rugby est dissoute par le club omnisports, sur les directives du comité d'entreprise de la RATP. Alors que les structures n'existent plus pour accueillir les jeunes joueurs de l'école de rugby, un accord est passé en amont afin qu'ils soient redirigés vers les clubs voisins d'Antony et de Fresnes.
En juin 2015, le Racing Club de France officialise la fin de son union sportive avec le club de la RATP ; cette annonce fait suite au déménagement du Racing Métro 92 au Plessis-Robinson et au projet de construction de l'Arena 92,. Trois ans après la disparition des écoles de rugby, la dernière trace du club de rugby de l'US métro disparaît de fait.